# Curling-Juniorenweltmeisterschaft 2020
Die Curling-Juniorenweltmeisterschaft 2020  soll vom 15. bis 22. Februar in Krasnojarsk, Russland, in der Crystal Ice Arena stattfinden.